# Bob Hardy (muzyk)
Bob Hardy, właśc. Robert Byron Hardy (ur. 16 sierpnia 1980 w Bradford) – brytyjski muzyk i tekściarz, basista indierockowego zespołu Franz Ferdinand.

## Życiorys
Pochodzi z Bradford, gdzie w 1999 roku ukończył Bradford College. W wieku nastoletnim był fanem zespołów z Glasgow, takich jak Belle and Sebastian, Mogwai, Arab Strap, The Delgados i całej sceny związanej z wytwórnią Chemikal Underground. 
W 1999 roku przeprowadził się do Glasgow by studiować malarstwo na Glasgow School of Art. Studia te ukończył w czerwcu 2003 roku.
Przed przeprowadzką do Glasgow nie miał żadnych ambicji muzycznych. Jego pierwsza gitara basowa pochodziła od zespołu Belle and Sebastian, którą podarował Alexowi Kapranosowi muzyk Mick Cooke. Alexa Kapranosa poznał w The 13th Note Cafe w Glasgow, gdzie załatwił mu pracę jako szef kuchni przygotowujący desery.
Pod koniec 2001 roku, gdy poznali Nicka McCarthy'ego, zaczęli wspólnie pracować nad muzyką. Założyli oni wraz z Paulem Thompsonem indierockowy zespół Franz Ferdinand, którego Bob Hardy został basistą. Pierwszy album studyjny, nazwany Franz Ferdinand, wydany został w lutym 2004 roku. Zdobył z zespołem nagrodę Mercury Music Prize w 2004 roku oraz dwie nagrody BRIT w 2005 roku w kategoriach: Najlepszy Brytyjski Zespół i Najlepszy Brytyjski Wykonawca Rockowy. Współpracował z zespołem Sparks w ramach supergrupy FFS, wydając w 2015 roku album o tym samym tytule.
Zajmuje się także fotografią. W 2014 roku opublikował serię autoportretów hotelowych, nad którą pracował od 2005 roku, a od 30 października do 24 grudnia 2021 roku w Sogo Arts Gallery w Glasgow prezentowana była galeria jego fotografii pn. „Show Days No Show Days”, która stanowiła zbiór uchwyconych chwil z życia na trasach koncertowych zespołu Franz Ferdinand.
Mieszka w Glasgow. W wolnym czasie maluje. Jest synestetą.